# 3194 Dorsey
3194 Dorsey este un asteroid din centura principală, descoperit pe 27 mai 1982 de Carolyn Shoemaker și Eugene Shoemaker.